# Night Team
Night Team (englisch: Dark Sacred Night) ist der 32. Roman des US-amerikanischen Krimi-Autors Michael Connelly und der 21. Roman der Harry-Bosch-Serie. Er erschien 2018 in Englisch, in deutscher Übersetzung am 25. Februar 2021.

## Handlung
Renée Ballard hat in der Robbery-Homicide Division der Los Angeles Police Departments als Detektivin gearbeitet, bis sie sich gegen einen sexuellen Übergriff ihres Vorgesetzten Robert Olivas zur Wehr gesetzt hat. Ergebnis: Sie wurde versetzt in die Nachtschicht der Hollywood Division. Eines Nachts bemerkt sie, dass sich ein ihr Unbekannter an Fallakten zu schaffen macht. Sie stellt ihn zur Rede, es ist Harry Bosch. Bosch war früher bei der Hollywood Division, ist jetzt aber in Rente und arbeitet zeitweise beim San Fernando Police Department (SFPD). Ballard findet leicht heraus, was Bosch wollte. Er ermittelt offenbar privat im 9 Jahre alten Fall der Ermordung von Daisy Clayton. Ballard fährt nach San Fernando und spricht mit Bosch, der dort auch noch in einem anderen „cold case“ ermittelt, diesmal in offizieller Mission, dem Fall der Ermordung des früheren Gangbosses Cristobal Vega, genannt Uncle Murda. Bosch erklärt sich schließlich damit einverstanden, dass Ballard ihm helfen will, den Fall von Daisy Clayton aufzuklären.
Bosch hat im Fall von Uncle Murda die Aussage des früheren Gang-Mitglieds Martin Perez, die vielleicht zu Indizien gegen den mutmaßlichen Mörder Tranquillo Cortez führen könnte. Cortez erfährt offenbar davon und der Zeuge Perez wird ermordet. Bosch ist sich sicher, dass es ein Leck beim SFPD geben muss. Wahrscheinlich war es Detective Oscar Luzon. Bosch und Bella Lourdes, seine Partnerin beim SFPD, stellen Luzon zur Rede, dem es jedoch gelingt, sich einzuschließen. Dann versucht Luzon sich umzubringen und wird dabei schwer verletzt. Der Polizeichef von San Fernando suspendiert Harry Bosch.
Die Tote Daisy Clayton hatte eine merkwürdige Markierung. Bosch findet heraus, dass es sich um den Abdruck des Logos einer Plastikwanne gehandelt hat. Er geht davon aus, dass der Mörder die Leiche in dieser Wanne in einem Van transportiert hat. Gemeinsam mit Ballard durchforstet er alte Field Interview Cards, auf denen die Polizei von Los Angeles Kontakte informell verzeichnet hat. Sie hoffen, dort vielleicht Hinweise auf ein passendes Fahrzeug in der Zeit um die Ermordung von Daisy Clayton zu finden.
Bosch taucht nicht bei Ballard auf. Mit der Zeit wird sie unruhig und fragt bei Lourdes in San Fernando nach Bosch und erfährt, dass es einen Hinweis darauf gibt, dass Cortez von der Gang SanFers Bosch töten will. Ballard trackt Boschs Handy und findet das letzte Signal in der Nähe des Saddletree Open Space. Eine Freundin von Ballard ist Pilotin eines Polizeihubschraubers. Auf dem „kurzen Dienstweg“ bittet Ballard sie, diese Gegend aus der Luft zu überprüfen. Bosch ist tatsächlich dort gefangen und hört den Hubschrauber, was ihm etwas Hoffnung gibt. Ballard und Lourdes gelingt es Bosch zu befreien.
Die Eliteeinheit SIS (Special Investigation Section) soll Cortez festnehmen. Bosch setzt durch, dass er an diesem Einsatz teilnehmen kann. Medien haben diese Einheit schon seit langem verdächtigt, dass sie bei ihren Einsätzen eigene „Notwehr“ provoziert und die Verdächtigen dann erschießt. Beim Zugriff auf Cortez greift sein Fahrer zu einer Waffe. Das SIS-Kommando eröffnet daraufhin das Feuer und erschießt beide.
Im Fall von Daisy Clayton kommt Ballard mehr per Zufall auf eine Spur. Roger Dillon, ein Tatortreiniger, den sie in einem anderen Fall kennengelernt hat, könnte der Mörder von Daisy Clayton gewesen sein. Und nicht nur das – ein Serienmörder. Ballard steigt in die Garage des Verdächtigen ein und findet ein Fahrzeug, in dem Daisy Clayton wahrscheinlich ermordet worden war. Dillon überrascht Ballard und will sie töten. Doch Bosch kommt gerade noch rechtzeitig und rettet Ballard.
Bosch schickt Ballard fort, denn ihre illegale Durchsuchung der Garage könnte ihre Stelle beim LAPD in Gefahr bringen. Er erzwingt ein Geständnis von Dillon, der den Mord an Clayton sowie mehrere andere Morde zugibt, darunter den an Sarah Bender. Sarah Benders Vater hatte Auftragsmörder angesetzt, den Tod seiner Tochter zu rächen. Doch weder diese noch die Polizei konnten den Mörder seiner Tochter ermitteln. Bosch ruft Bender an und nennt ihm die Adresse, wo er Dillon festgesetzt hat. Es sieht so aus, dass Bosch auf diese Weise Lynchjustiz verüben will. Nach dem Anruf bei Bender besinnt sich Bosch aber und ruft bei der Polizei an. Die Polizei nimmt Dillon fest, ganz knapp bevor Bender bei der Garage auftaucht.
Bosch und Ballard vereinbaren auch in Zukunft zusammenzuarbeiten. Die Serie kann weitergehen.

## Querbezüge
Harry Bosch braucht einen Durchsuchungsbeschluss im Fall von Cristobal Vega. Der Richter, der den Beschluss ausstellt, heißt „Atticus Finch Landry“, eine Reminiszenz an den Anwalt Atticus Finch in Wer die Nachtigall stört von Harper Lee, ein Buch, von dem Michael Connelly sagt, dass es ihn bei der Zeichnung der Figur von Harry Bosch beeinflusst habe.

## Hintergrund
Michael Connelly lässt seine Romane immer in der Gegenwart spielen. Harry Bosch, geboren 1950, ist also 2018 schon nahe der siebzig. „Meine Charaktere altern und Bosch ist bald zu alt. Hoffentlich werde ich noch schreiben, wenn Bosch schon aufgehört hat als Detektiv zu ermitteln. So war es an der Zeit nach einem neuen Protagonisten Ausschau zu halten.“ Connelly zeichnete diese neue Figur, das weibliche Pendant zu Harry Bosch, nach einer lebenden Figur, Detective Mitzi Roberts vom Los Angeles Police Department. Wie Mitzi Roberts liebt die Romanfigur Ballard das Surfen, hat ein Talent für verbale Sticheleien sowie natürlich das hartnäckige Engagement für den Job.
Der zeitgeschichtliche Hintergrund des Romans ist das Thema der sexuellen Belästigung von Frauen und die MeToo-Bewegung. Die Hauptfigur Renée Ballard ist zur Nachtschicht in der Hollywood-Division des LAPD (straf-)versetzt worden, weil sie sich gegen sexuelle Übergriffe eines Vorgesetzten zur Wehr gesetzt hatte. In den Ermittlungen von Bosch und Ballard taucht diese Thematik immer wieder auf. Eine Szene im Roman, in dem ein Comedian der Vergewaltigung bezichtigt wird, weckt entfernt Erinnerungen an den Fall von Louis C.K. Ein weiterer aktueller Bezug 2018: Stormy Daniels wird im Zusammenhang mit Ermittlungen der beiden Protagonisten im Pornomilieu erwähnt.

## Rezeption
Publishers Weekly hält den Roman für herausragend und lobt die komplexe Darstellung der Polizeiarbeit.
Maureen Corrigan schreibt in der Washington Post, die Kombination der beiden Protagonisten mache die Geschichte spannend, hektisch und vermittle zugleich eine sehr, sehr trostlose, ja verzweifelte Stimmung beider Figuren. 
In der Rezension der Tampa Bay Times wird kommentiert: „Ballard bringt eine neue Perspektive und Bosch bringt all die Dinge, die so viele Leser an ihm lieben.“
Kirkus Review betont, dass Connelly die bemerkenswerte Fähigkeit habe, die Geschichten nicht nur spannend, sondern auch zutiefst menschlich zu erzählen, und vergleicht ihn mit Ross MacDonald.
Michael Matzer von buchwurm.info kann dem Roman schon etwas abgewinnen: „Die Erzählung wechselt von Ballard zu Bosch und wieder zurück. Der Perspektivwechsel sorgt für Abwechslung, aber nicht nur das. Zunehmend ergänzen sich die beiden Erzählstränge, bis sich eine Art Ping-Pong-Effekt einstellt.“, er sieht den Roman aber im Fazit deutlich kritischer als die amerikanischen Rezensenten: „Mir war das ganze Garn, das doch recht kontrolliert abgespult wird, ein klein wenig zu tiefenentspannt.“

## Ausgaben
- Michael Connelly: Dark Sacred Night. Little, Brown and Company, New York, NY 2018, ISBN 978-0-316-52672-2
- Michael Connelly: Night Team. Aus dem amerikanischen Englisch von Sepp Leeb. Kampa Verlag, Zürich 2021, ISBN 978-3-311-12536-5, E-Book: dto, Zürich 2021.